# 9724 Villanueva
9724 Villanueva è un asteroide della fascia principale. Scoperto nel 1981, presenta un'orbita caratterizzata da un semiasse maggiore pari a 2,4015840 UA e da un'eccentricità di 0,1512224, inclinata di 1,86944° rispetto all'eclittica.
È dedicato a Geronimo Villanueva, astronomo argentino.